# ЗІЛ-130

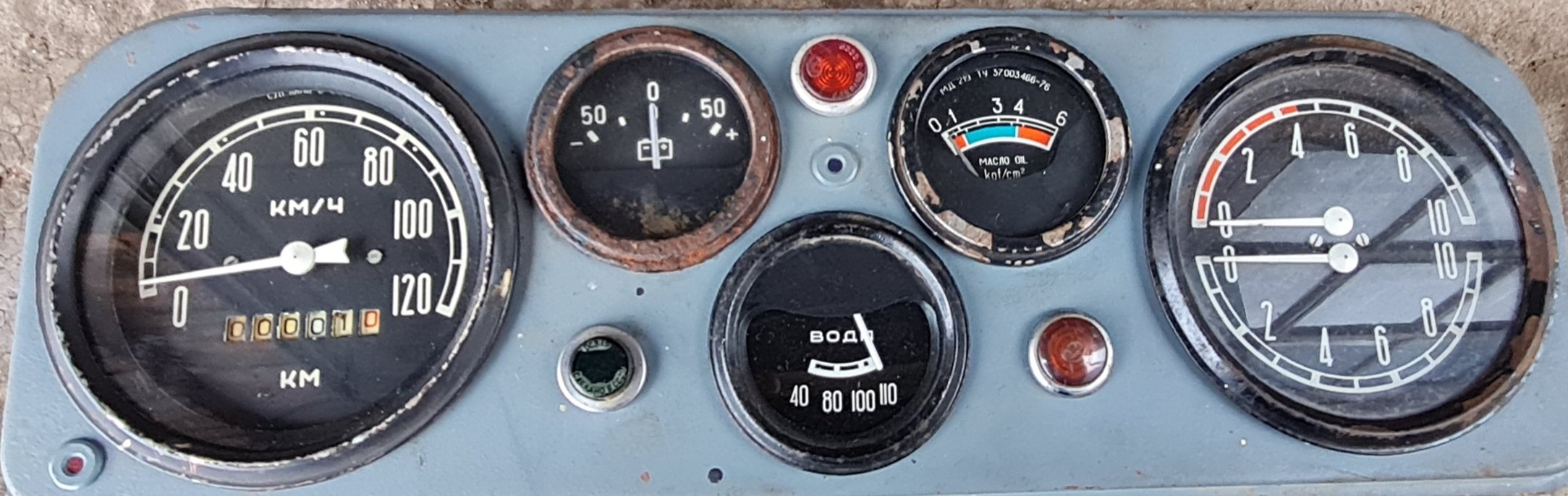

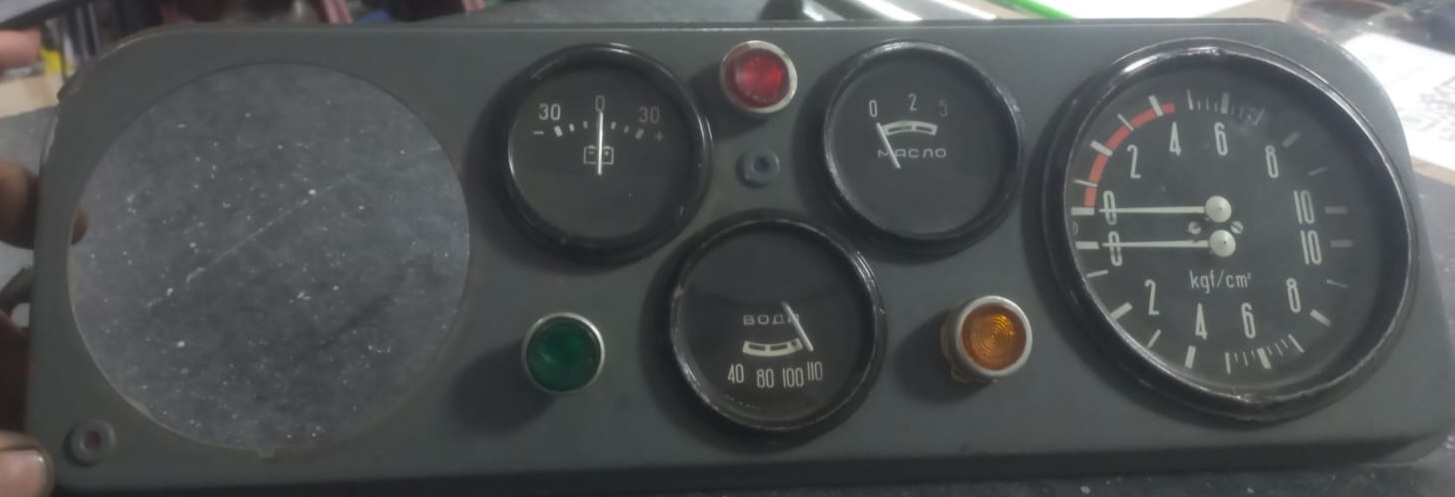

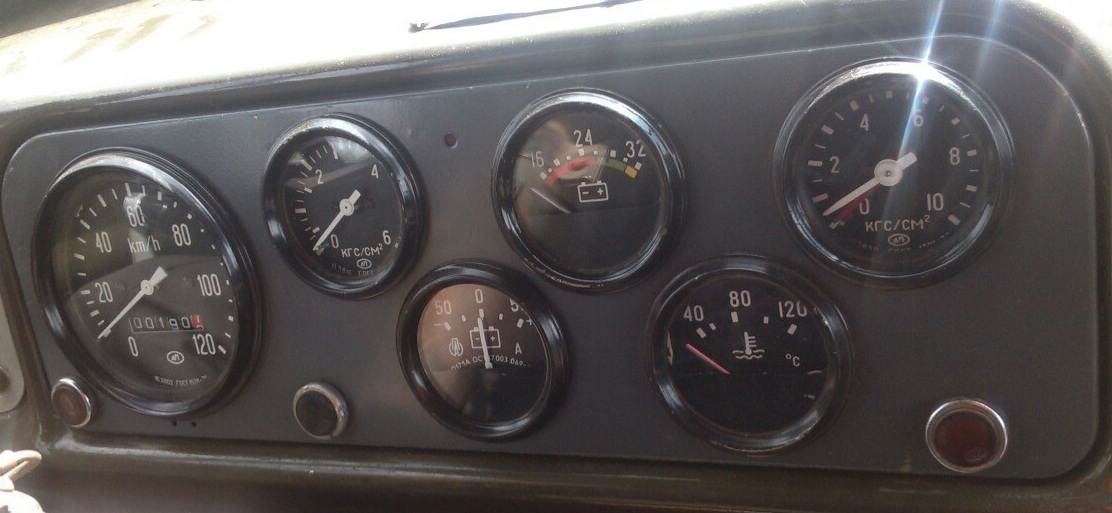

ЗІЛ-130 — радянський/російський вантажний автомобіль, який вироблявся Заводом ім. Лихачова.

## Історія

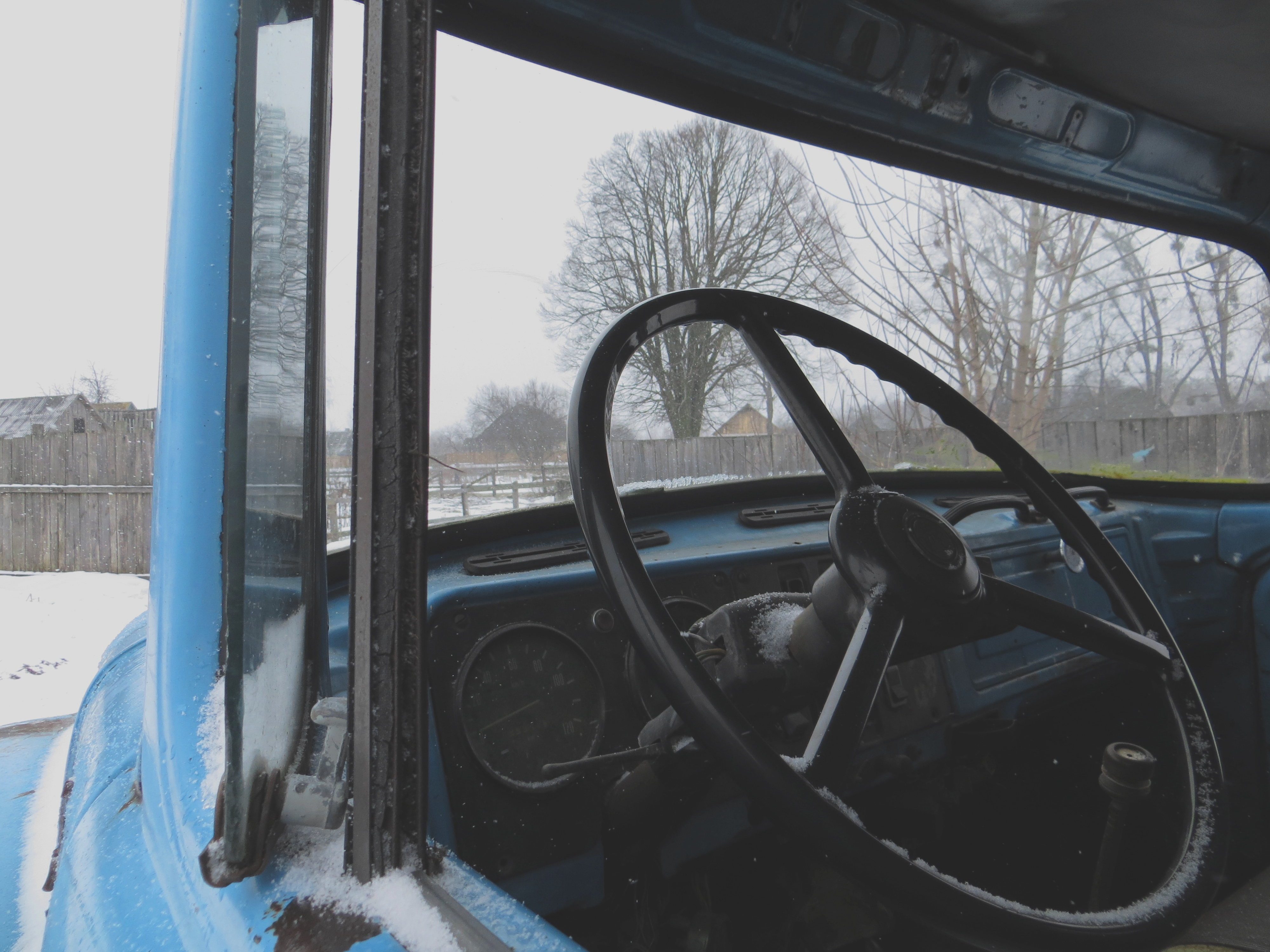

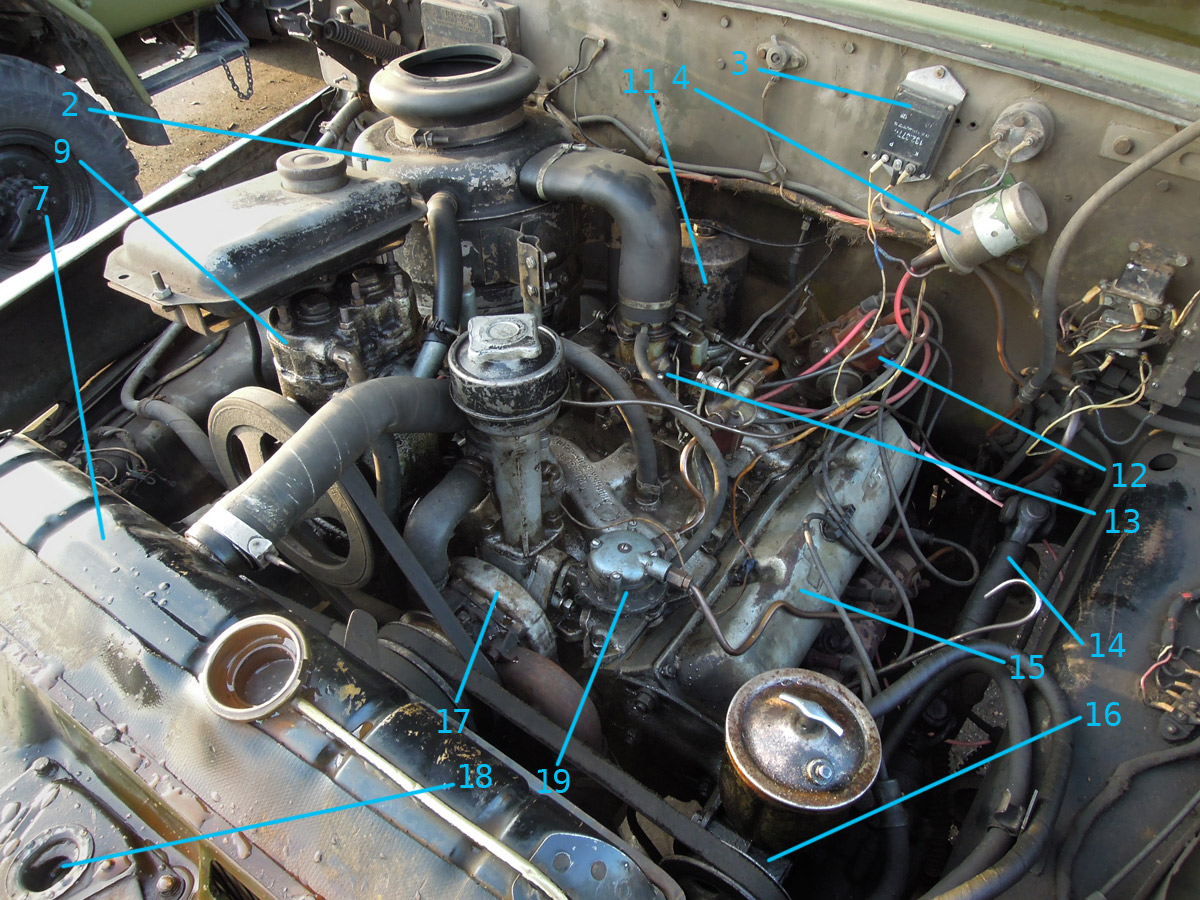
Двигун

ЗІЛ-130 — третє покоління вантажівок ЗІЛ. Копіювання та адаптація автомобіля ЗІС-125 (майбутній ЗІЛ-130) почалися на Заводі ім. Сталіна (ЗІС) в 1953 році. Перші дослідні зразки були створені в 1957 році. У вересні 1962 року було розпочато серійне, а з 1964 року — масове виробництво моделі. Один з наймасовіших радянських вантажних автомобілів. Всього на ЗІЛ було випущено 3380000 автомобілів до 1994 року. З 1992 виготовлявся на Уральському автомоторному заводі (УАМЗ). У 2004 році після перейменування підприємства в Автомобілі і мотори Уралу (АМУР) отримав галузевий індекс АМУР-53131.

## Особливості конструкції
Вперше в радянській автомобільній промисловості були впроваджені гідропідсилювач керма, синхронізована коробка передач, нова конструкція шарнірів карданної передачі, тримісна кабіна, обмивач вітрового скла, передпусковий підігрівач двигуна та інші нововведення.

## Двигун
Машина отримала дефорсований під 72-й бензин двигун від легкових урядових ЗІЛ-111, V-подібний, 8-циліндровий, об'ємом 6,0 л, потужністю 150 к.с. при 3200 об/хв, крутним моментом 402 Нм при 2000 об/хв. Карбюратор, в початковому варіанті для надійності складався з, фактично, 2 карбюраторів в загальному корпусі, потім був значно спрощений.

## Модифікації

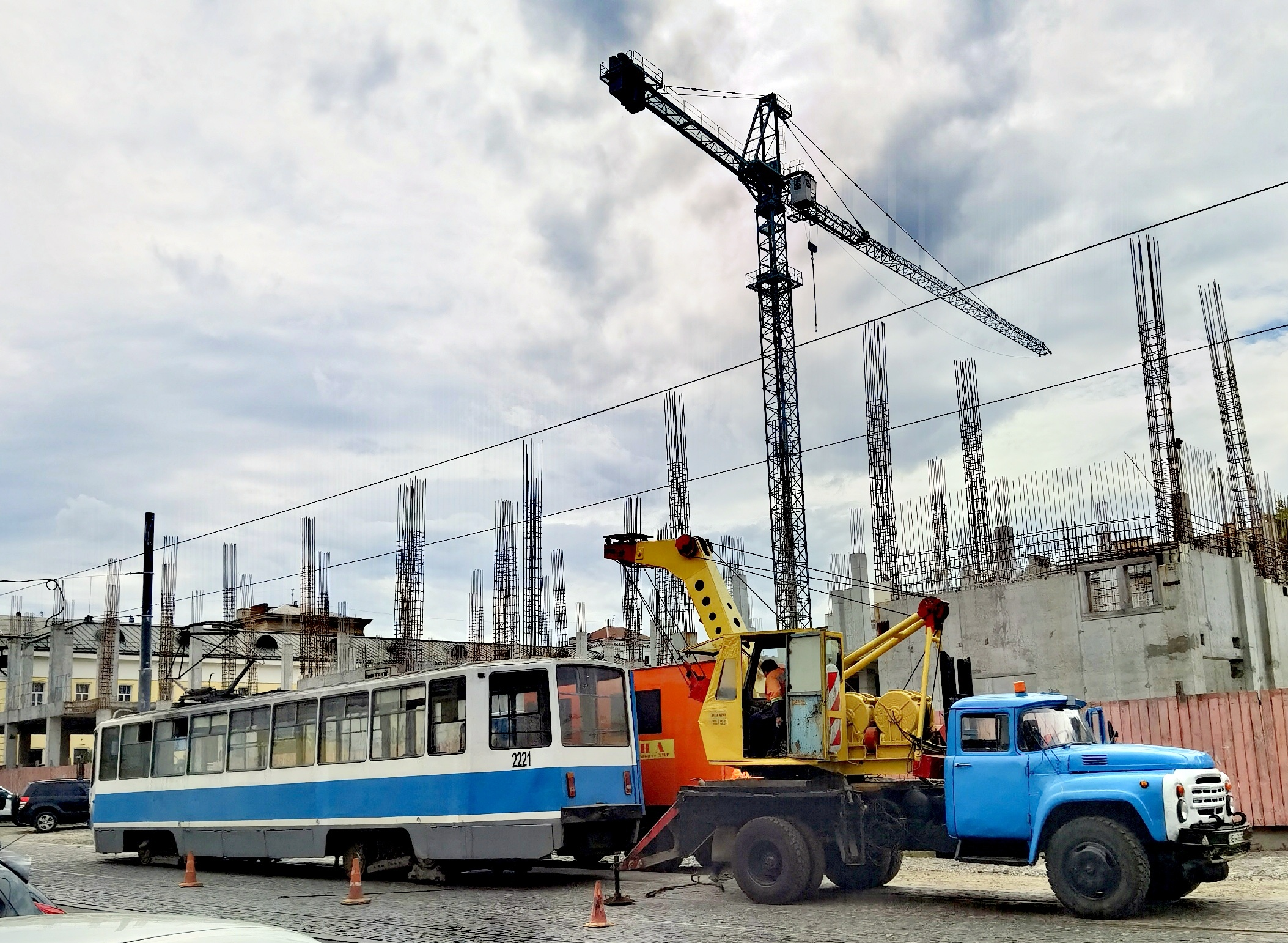
ЗІЛ-130 з краном

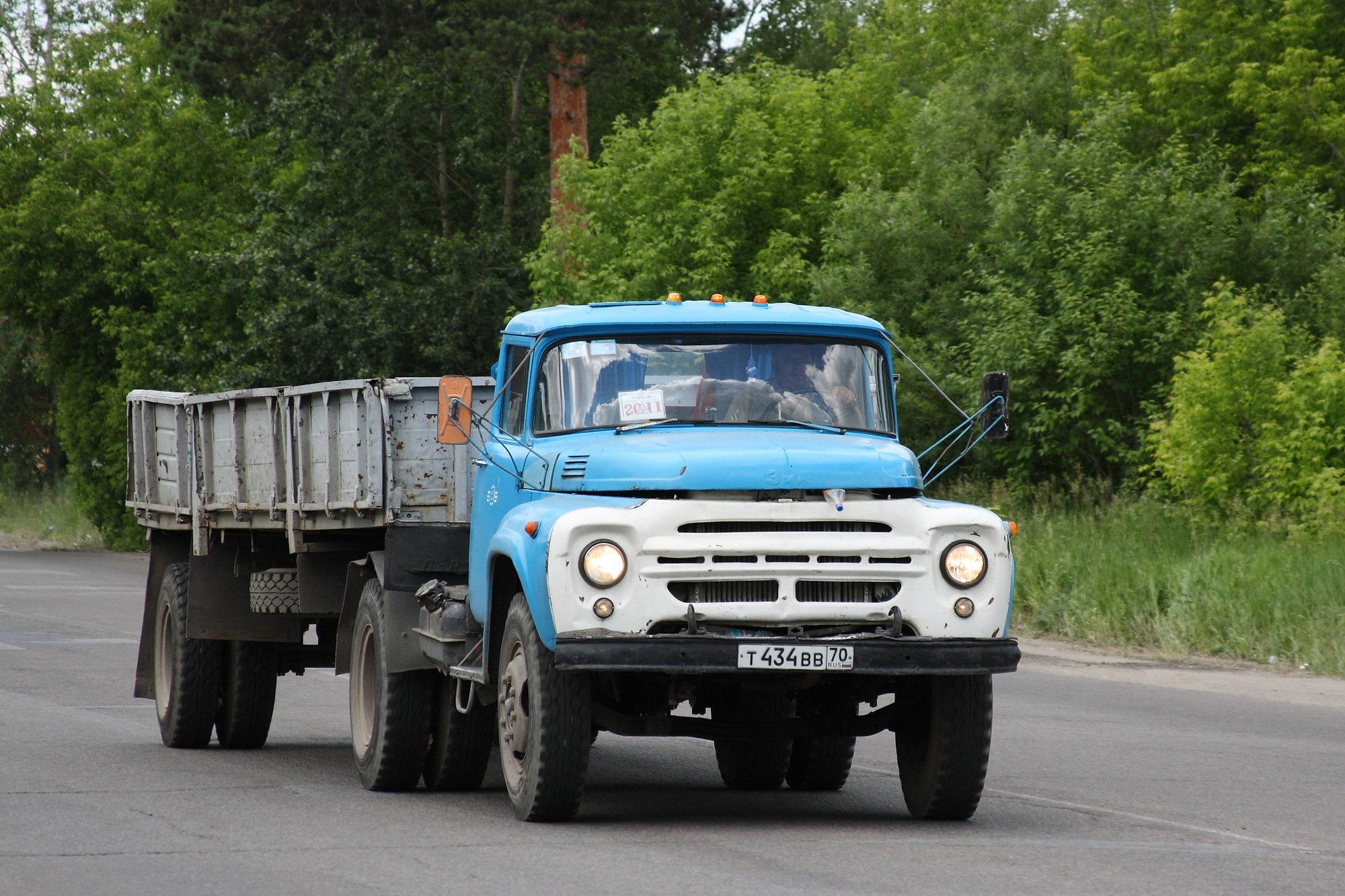
ЗІЛ-130В1

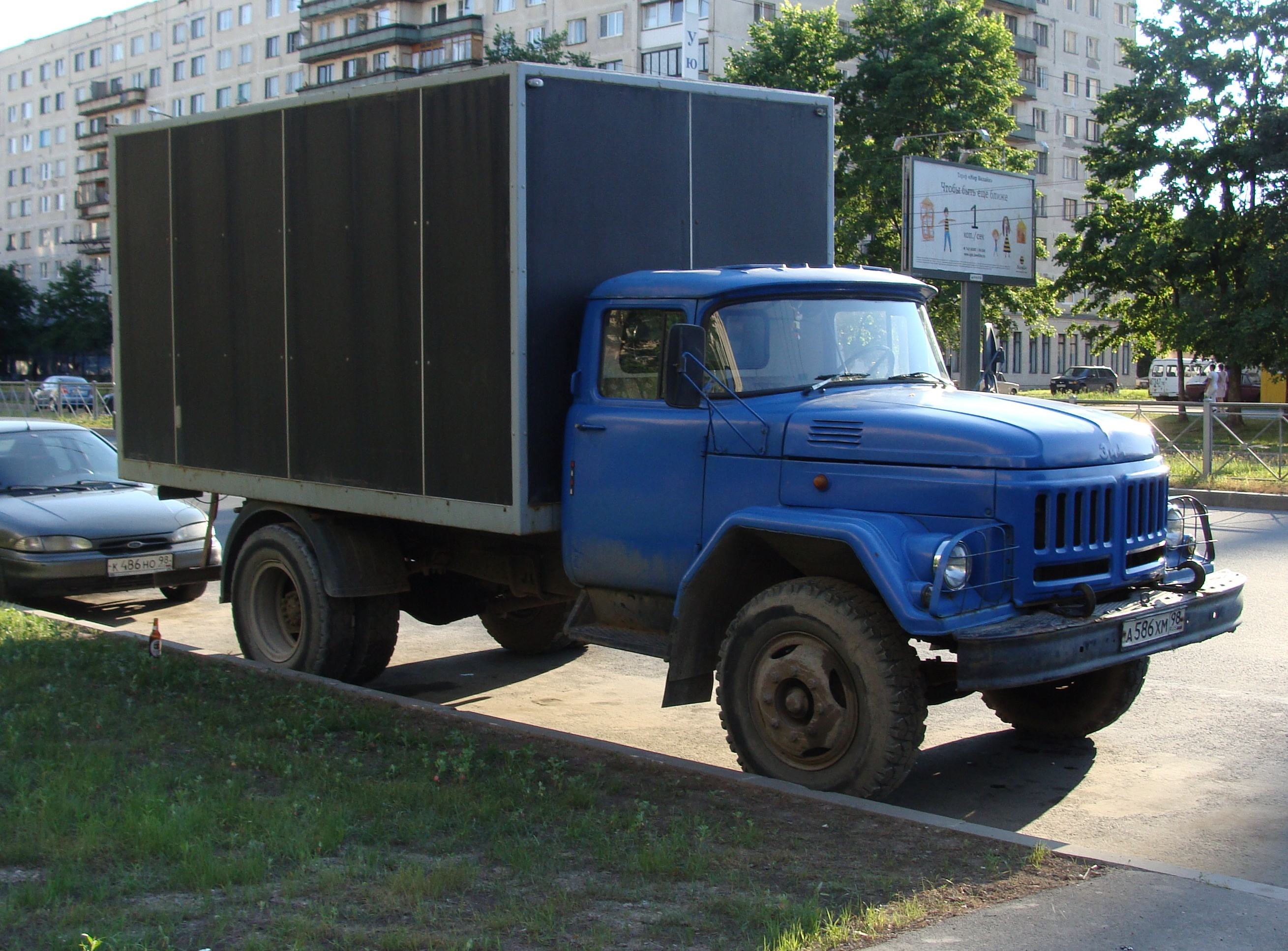
ЗІЛ-431920 з кабіною від ЗІЛ-131

Під час виробництва були проведені 2 значні модернізації сімейства ЗІЛ-130 в 1966 і 1977 роках. Після другої зокрема змінилася решітка радіатора.
- ЗіЛ-130 Прототип 1958
- ЗіЛ-130 Прототип 1962
- ЗіЛ-130-66 — модифікація 1966 року.
- ЗІЛ-130 з краномЗіЛ-130-76 — модифікація 1976 року.
- ЗіЛ-130-80 — модифікація 1980 року.
- ЗіЛ-130-80ГУ
- ЗіЛ-130 А
- ЗіЛ-130 АН
- ЗіЛ-130 Анш
- ЗіЛ-130 Б
- ЗіЛ-130 Б2
- ЗіЛ-130 Б2Ш
- ЗіЛ-130 Б2-76
- ЗіЛ-130 У

- ЗіЛ-130 В1 (1962—1994) — сідловий тягач
- ЗіЛ-130 В1-76
- ЗіЛ-130 Г — з подовженою базою (4500 мм)
- ЗіЛ-130 Г1
- ЗіЛ-130 Г1-76
- ЗіЛ-130 ГУ — з особливо подовженою базою (5000 мм), вироблялися окремі партії з 1977 року.
- ЗіЛ-130 ГУ-76
- ЗіЛ-130 Д
- ЗіЛ-130 Д1
- ЗіЛ-130 Д1Ш
- ЗіЛ-130 Д2
- ЗіЛ-130 Е
- ЗіЛ-130 До
- ЗіЛ-130 КШ
- ЗіЛ-130 Н
- ЗіЛ-130 С — північний варіант
- ЗіЛ-130 З-76
- ЗіЛ-130 Ш
- ЗіЛ-ММЗ 130 С.
- ЗіЛ-ММЗ 130П
- ЗІЛ-ММЗ-4502
- ЗіЛ-138 А  — газобалонний варіант тягача.

З 1986 року відповідно до ОСТ 37.001-269-83 автомобілі сімейства ЗІЛ-130 отримали нові індекси: ЗІЛ-431410 (ЗІЛ-130), ЗІЛ-431510 (ЗІЛ-130Г), ЗІЛ-441510 (ЗІЛ-130В1), ЗІЛ- 431810 (ЗІЛ-138), ЗІЛ-431610 (ЗІЛ-138А) і т. д.

### ЗІЛ-431410 (УАМЗ), АМУР-53131
У 1991 році випуск ЗІЛ-431410 був налаштований на уральському автаматорним заводі (УАМЗ). На автомобілях з метою уніфікації кабіна і оперення були встановлені від ЗІЛ-131. Випускалися також модифікації ЗІЛ-431900 (з двигуном ЗІЛ-550, 132-136 к.с.) і ЗІЛ-431920 (з двигуном Д-245, 105 к.с.).
У 2004 році після перейменування підприємства в "Автомобілі і мотори Уралу" (АМУР) отримав позначення АМУР-53131. АМУР-53131 оснащується різними типами двигунів: бензиновим АМУР-456,10 (старе позначення - ЗІЛ-508,10) потужності 150 к.с, дизельним Д-245.12 (108 к.с.) Мінського моторного заводу і АМУР-0555 (7,6 л, 145 к.с.) і АМУР-5551 (6,28 л, 180 к.с.). У 2006 році модифікацію АМУР-53131М оснастили 136-сильним дизелем Д-245.9Е2 (Євро-2) .

## Пожежні автомобілі на базі ЗІЛ-130

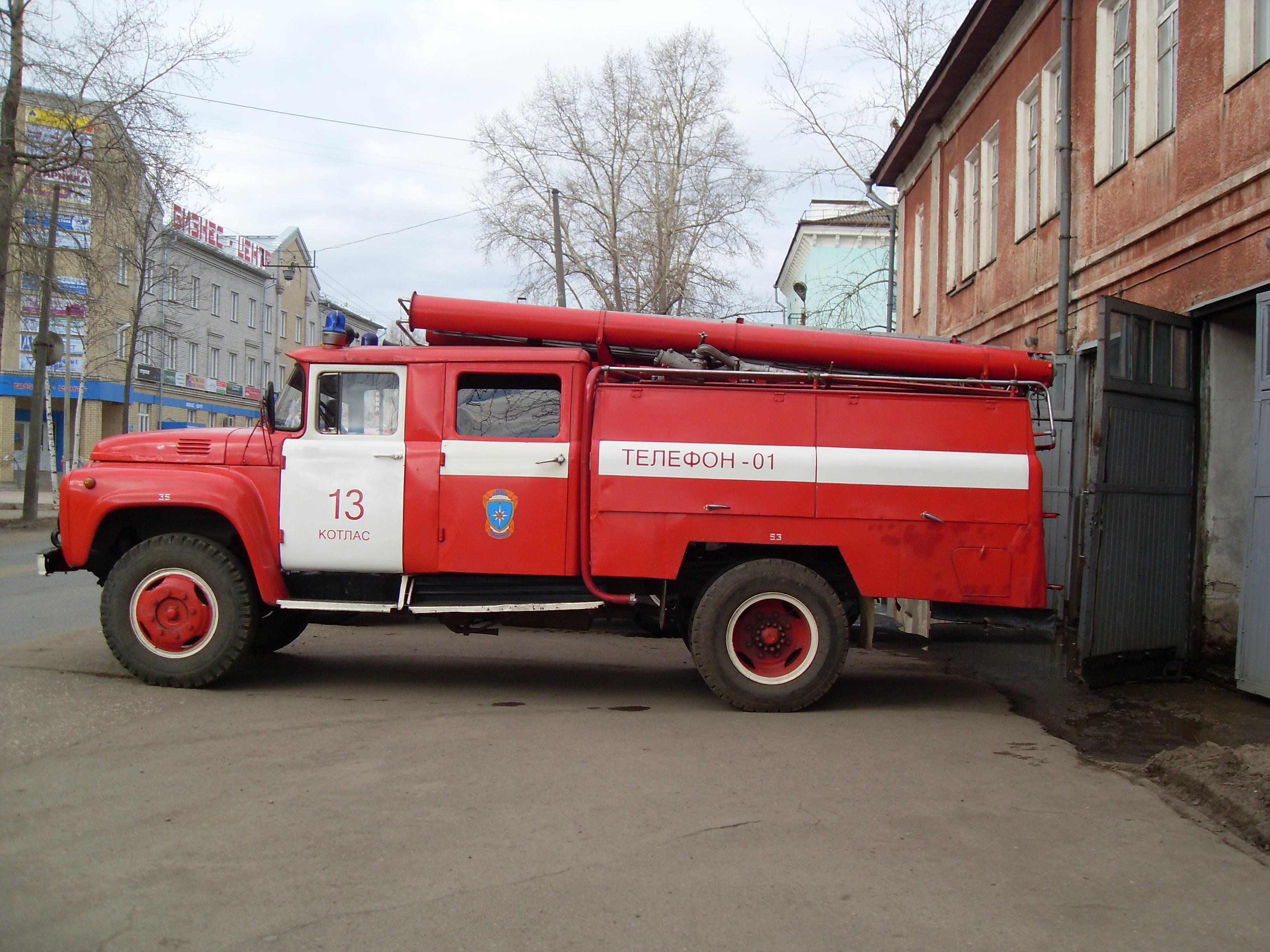
АЦ-40(130)-63Б

- АЦ-30 (130)-63 (первинна назва ПМЗ-63)
- АЦ-30 (130)-63А
- АН-30 (130)-64А (первинна назва ПМЗ-64А)
- АЦ-40 (130Е)-126
- АН-40 (130Е)-127
- АНР-40 (130)-127А
- АНР-40 (130)-127Б
- АЦ-40 (130)-63Б[1]

## Автомобілі-цистерни на базі ЗІЛ-130

АЦ-4,2-130

- АЦ-4,2-130